# Ethel Clayton

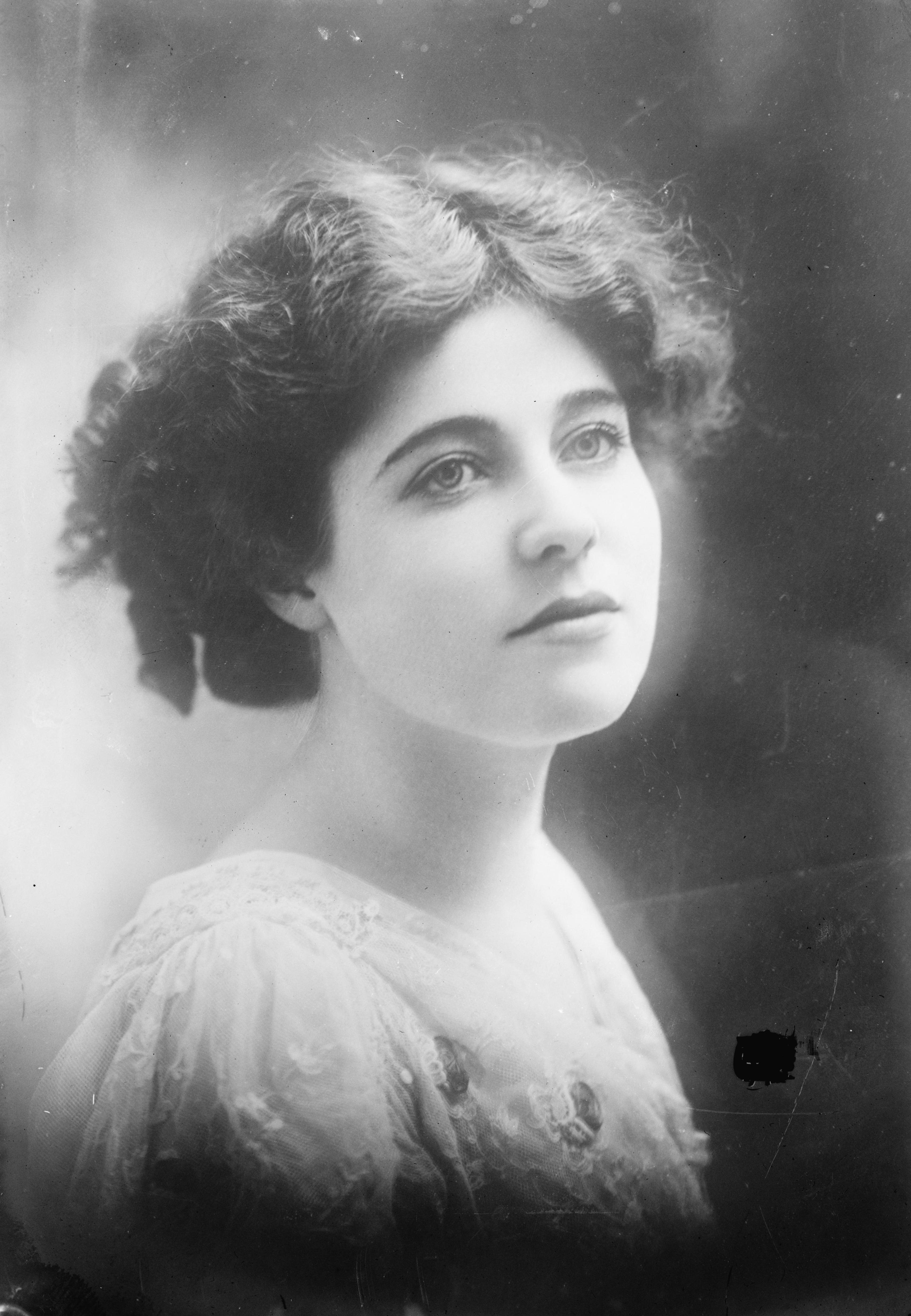
Ethel Clayton (um 1910)

Ethel Clayton (* 8. November 1882 in Champaign, Illinois; † 6. Juni 1966 in Oxnard, Kalifornien) war eine US-amerikanische Schauspielerin der Stummfilmzeit.

## Leben
Ethel Clayton studierte am St. Elisabeth College. 1908 beendete sie ihr dortiges Studium mit einem Abschluss in Philosophie und Geschichte. Später arbeitete sie in einer Aktiengesellschaft und spielte nebenher am Theater. Dort wurde sie für den Stummfilm entdeckt und drehte unter namhaften Regisseuren wie Cecil B. DeMille, Robert G. Vignola, George Melford und Donald Crisp. In den Jahren von 1909 bis 1948 spielte sie in mehr als 180 Filmen mit. 
Die meisten Stummfilme, in denen Clayton mitwirkte, waren weit davon entfernt, Klassiker des Genres zu werden. Doch sie spielten die Herstellungskosten ein und warfen zudem Gewinn ab. Die rothaarige Clayton galt in den 1910er und 1920er Jahren zu den Hollywoodschönheiten, trotz ihrer Größe von nur 1,65 Meter. 
Ethel Clayton war zweimal verheiratet, in erster Ehe mit dem Schauspieler und Regisseur Joseph Kaufman (1882–1918) und in zweiter Ehe mit dem Schauspieler Ian Keith (1899–1960). Ihre Ehe mit Keith wurde am 31. Januar 1931 geschieden, wegen seiner Brutalität und seines übermäßigen Alkoholkonsums. Beide Ehen blieben kinderlos. Sie starb 82-jährig im St. John’s Hospital in Oxnard an den Folgen eines Herzinfarkts. Ethel Clayton hat einen Stern auf dem Hollywood Walk of Fame.

## Filmografie (Auswahl)
- 1912: An Irish Girl’s Love
- 1914: The Lion and the Mouse
- 1915: Monkey Business
- 1917: The Stolen Paradise
- 1918: The Girl Who Came Back
- 1920: A Lady in Love
- 1923: Can a Woman Love Twice?
- 1926: Sunny Side Up
- 1926: Risky Business
- 1928: Mother Machree
- 1932: Thrill of Youth
- 1933: Secrets
- 1937: Schiffbruch der Seelen (Souls at Sea)
- 1938: Du und ich (You and Me)
- 1938: Wenn ich König wär (If I Were King)
- 1942: Der Major und das Mädchen (The Major and the Minor)
- 1942: Mabok, der Schrecken des Dschungels (Beyond the Blue Horizon)
- 1943: Mardi Gras (Kurzfilm)
- 1947: Pauline, laß das Küssen sein (The Perils of Pauline)